# تاریخ جدید یوآن
تاریخ جدید یوآن (新元史) یکی از آثار تاریخی رسمی چینی و اصلاح شده تاریخ یوآن است که در مورد دودمان یوآن نوشته شده‌است. این کتاب توسط کانشوبین از اهالی تایوان در سال ۱۹۱۹ میلادی نوشته شده‌است. پس از انتشار این کتاب تاریخ رسمی چین که به عنوان بیست و چهار تاریخ چین شناخته می‌شود به بیست و پنج تاریخ تغییر داده شد.
متن تاریخ یوآن طبق سنت سیاسی، دربار دودمان مینگ، در سال ۱۳۷۰ توسط اداره رسمی تاریخ دودمان مینگ، تحت رهبری سونگ لیان (۱۳۱۰–۱۳۸۱) در مدت کوتاهی نوشته شده بود. با توجه به خطاهای زیادی که در متن تاریخ یوآن وجود دارد، تلاش‌هایی در طول دودمان چینگ و دهه‌های بعدی انجام شد تا مجدداً تاریخ یوان تألیف شود. Qian Daxin معاهدات و جداول را تکمیل کرد، اما مصمم‌ترین تلاش کانشوبین، توسط مورخ فقید دودمان چینگ انجام گرفت که در طی سی سال مجدداً متن را در ۲۵۷ فصل گردآوری کرد. کتاب تاریخ جدید یوآن، در سال ۱۹۲۱ توسط جمهوری چین (۱۹۴۹–۱۹۱۲) به مقام تاریخی داده شد.